# Byrdstown
Byrdstown é uma cidade  localizada no estado norte-americano de Tennessee, no Condado de Pickett.

## Demografia
Segundo o censo norte-americano de 2000, a sua população era de 903 habitantes. 
Em 2006, foi estimada uma população de 880, um decréscimo de 23 (-2.5%).

## Geografia
De acordo com o United States Census Bureau tem uma área de 
4,0 km², dos quais 4,0 km² cobertos por terra e 0,0 km² cobertos por água. Byrdstown localiza-se a aproximadamente 312 m acima do nível do mar.

## Localidades na vizinhança
O diagrama seguinte representa as localidades num raio de 32 km ao redor de Byrdstown. 